# Поке

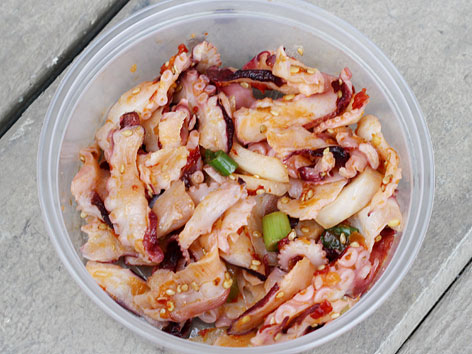
Поке с кимчхи, кунжутным маслом, измельчённым перцем чили и морской солью

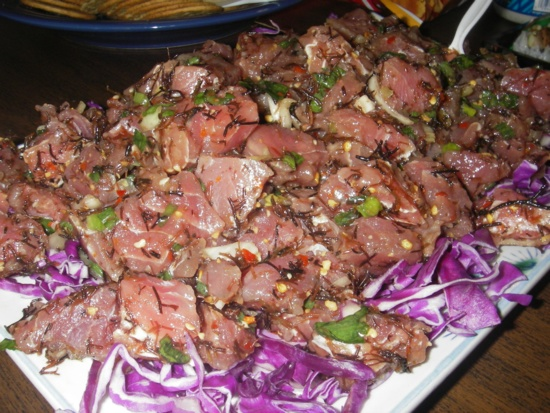
Ахи-поке — разновидность поке с зелёным луком, перцем чили, морской солью, соевым соусом, кунжутным маслом, жареным орехом тунга (Candlenut) и лаймом. Подаётся на красной капусте

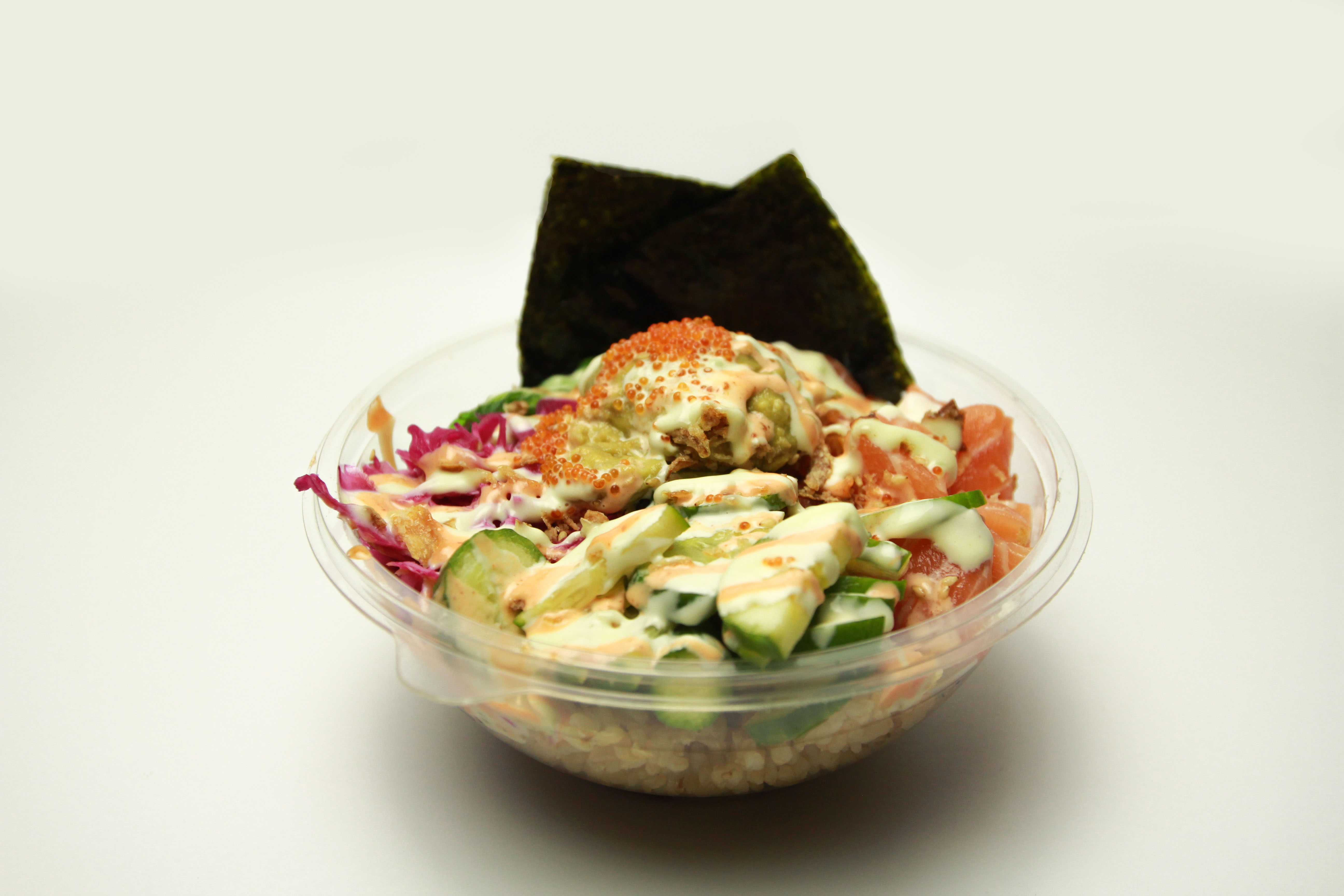
Чаша с поке. В блюде есть рис, суши, маринованная капуста, огурец, тобико, морские водоросли

По́ке (гав. poke [ˈpoke] — нарезать, резать на куски) — одно из основных блюд гавайской кухни, салат из сырой рыбы, нарезанной кубиками, которую подают или как закуску, или как основное блюдо. Как правило, для приготовления поке используют или осьминога, или тунца. Блюдо с осьминогом обычно называют Тако Поке (за исключением острова Ниихау, где говорят на гавайском языке). Тунец, используемый в блюде, как правило, желтопёрый. В другие варианты поке добавляют сырого лосося или моллюсков. Блюдо подают с сыром и тыквенными приправами (рыба подаётся в сыром виде).

## История
Традиционный гавайский вариант поке состоит из потрошённой, очищенной от кожи, обвалянной рыбы. Его подают с приправами, например, с морской солью, тунгом, морскими водорослями.
По словам одного из историков, поке в том виде, в котором это блюдо можно встретить сейчас, готовилось в 1970-х годах. Использовалась очищенная и обваленная рыба, которую подавали с солью, водорослями и жареным тунгом. Этот вариант поке можно попробовать и на Гавайских островах.
В 2012 году блюдо стало популярным в континентальной части Соединённых Штатов. Появились рестораны, в которых готовили поке (в основном — рестораны фастфуда). В период с 2014 года по середину 2016 года «количество гавайских ресторанов на Foursquare, в том числе тех, в которых готовят поке», удвоилось (увеличилось с 342 до 700). Эти рестораны готовят как традиционные варианты поке, так и изменённые. Иногда в блюдо добавляют авокадо, соус понзу, соус терияки, грибы, хрустящий лук, маринованный халапеньо, соус сирача, кинзу, ананасы или огурцы. Рестораны, где можно заказать поке — это, как правило, заведения, продающие фастфуд (но есть и обычные рестораны). Компоненты блюда можно заменить по желанию клиента. Чаще всего поке готовят с использованием тунца. На фестивале «I Love Poke» можно увидеть различные варианты блюда. Однако, на материке поке отличается от гавайского. На континенте рыбу не маринуют, вместо этого в поке добавляют соусы. Блюдо часто называют poké вместо обычного poke: используют букву e с акутом.

## Ингредиенты
По одной из версий, история поке началась тогда, когда рыбаки добавляли приправы в свой улов и тут же съедали блюдо как закуску. Приправы для поке схожи с приправами японской и других азиатских кухонь. Это — соевый соус, зелёный лук и кунжутное масло. Также используют фурикакэ (смесь сушёной рыбы, семян кунжута и сушёных морских водорослей), сушёный или свежий перец чили, морские водоросли, морскую соль, тунг, икру, васаби и лук. Добавляют осьминога, различные виды сырого тунца и сырого лосося, моллюсков.
Традиционный гавайский поке может состоять из сырой рыбы, лука, приправы из тунга, водорослей, соевого соуса, зелёного лука или кунжутного масла.

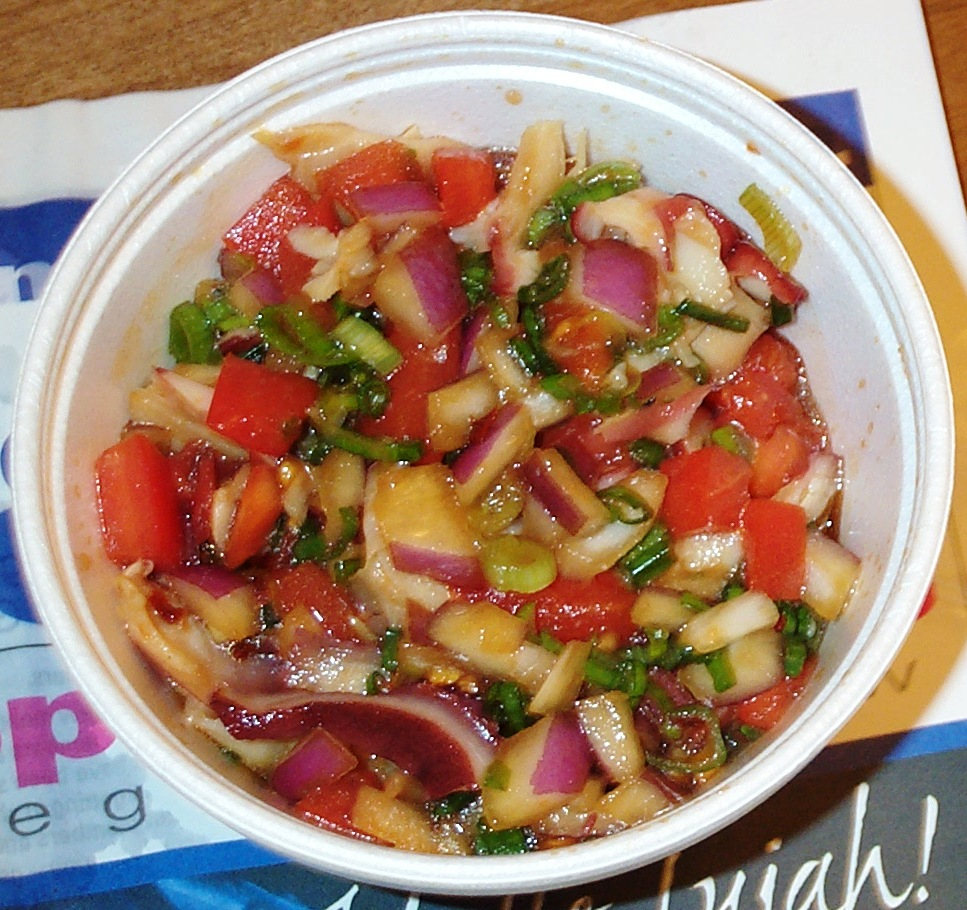
Поке из осьминога с помидорами, луком, соевым соусом, кунжутным маслом, морской солью и перцем чили

## Похожие блюда
Блюда из сырой рыбы, похожие на поке — это карпаччо из рыбы и рыбный татарский бифштекс. Также на поке похоже корейское хве и перуанское севиче. Сашими тоже состоит из сырых морепродуктов; также поке можно сравнить с домбури. Сибирские аналоги — сугудай, тала, салат Индигирка. Будда-боул — азиатское вегетарианское блюдо, набор из небольших порций зерновых и овощей в одной миске.